# Claudia Rapp

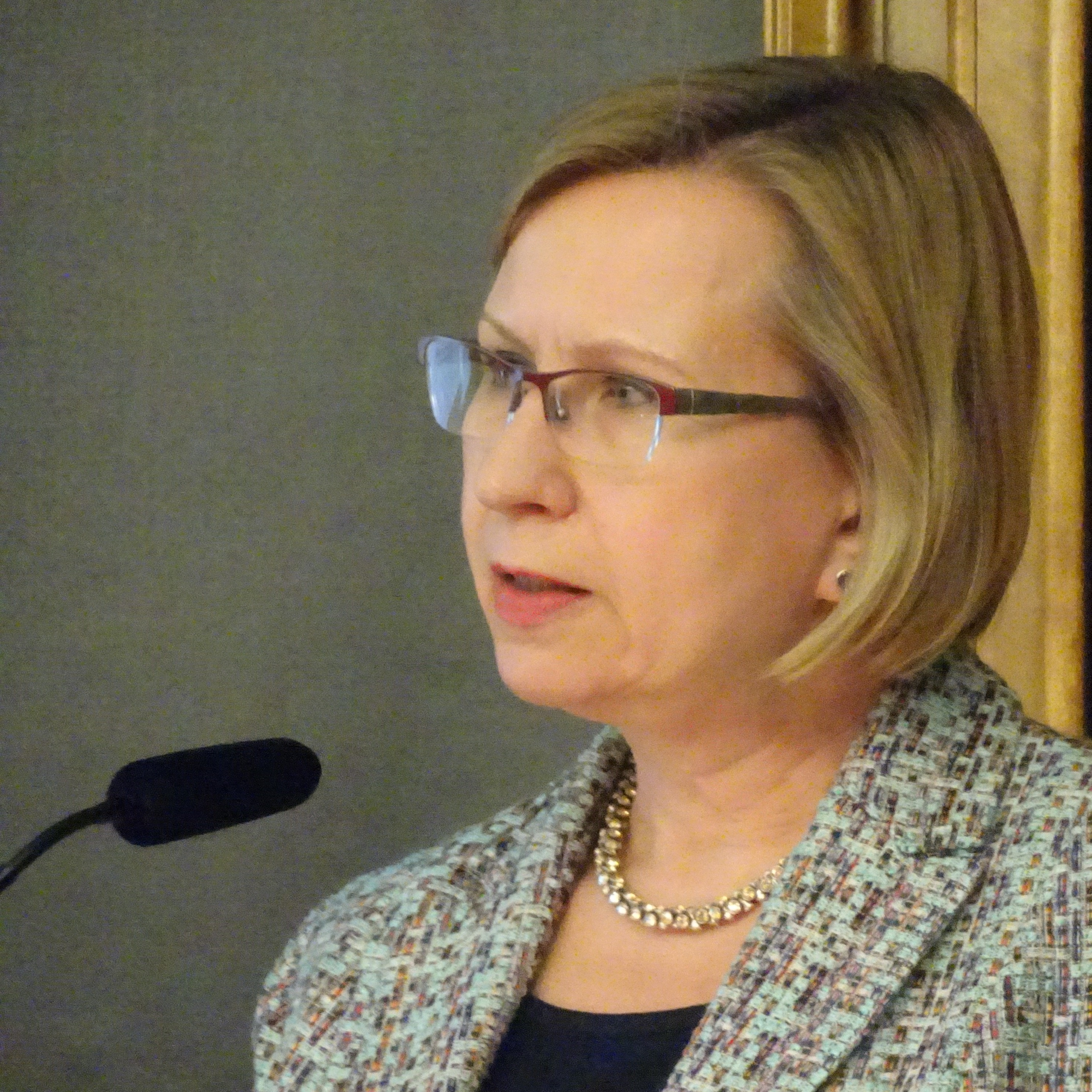
Claudia Rapp (2020)

Claudia Rapp (* 20. Juni 1961 in Gießen) ist eine deutsche Byzantinistin. Seit 2011 lehrt sie als Professorin an der Universität Wien im Bereich Byzantinistik und Neogräzistik. Nach Studium an der FU-Berlin und Promotion an der University of Oxford wurde Rapp 1993 Professor an der Cornell University und war von 1994 bis 2011 an der University of California in Los Angeles tätig. Seit 2023 ist sie Direktor bei dem österreichischen Exzellenzcluster EurAsian Transformations.

## Leben und Laufbahn
Claudia Rapp wurde 1961 in Gießen geboren und wuchs in West-Berlin auf. Nach ihrem Gymnasialabschluss 1979 studierte sie an der Freien Universität Berlin bis 1984 Geschichte, Alt-Griechisch, Klassische Philologie und Byzantinistik, zunächst mit dem Ziel Lehramt. Dort lernte sie unter anderem bei Paul Speck zu Hagiographie und bei Ralph-Johannes Lilie über historisches Denken. Nach der Zwischenprüfung 1984 wechselte sie an die Universität Oxford, wo sie 1988 ihren ersten wissenschaftlichen Artikel veröffentlichte. 1992 promovierte  sie sich bei Cyril Mango mit einer Arbeit zur Vita des Bischofs und Heiligen Epiphanios von Salamis (315-403). Weitere wichtige Lehrer in Oxford waren James Howard-Johnston (Miltärhistorie) und Michael Whitby (Historiographie).
In der Folgezeit wechselte sie in die USA. Sie war dort von 1992 bis 1993 Visiting Lecturer an der University of California, Los Angeles, dann von 1993 bis 1994 Assistant Professor an der Cornell University, sowie von 1994 bis 2001 Assistant Professor für spätantike Geschichte, nun wieder an der UCLA, von 2001 bis 2006 ebendort Associate Professor und von 2006 bis 2011 Full Professor. 2005 veröffentlichte sie ihr erstes Buch mit dem Titel Holy Bischops in Late Antiquity, besonders inspiriert durch Ideen des Althistorikers Peter Brown.
Seit 2011 ist sie Professorin für Byzantinistik am Institut für Byzantinistik und Neogräzistik der Universität Wien und leitet die Abteilung Byzanzforschung am Institut für Mittelalterforschung der Österreichischen Akademie der Wissenschaften.
Für Rapp erschien Wien bei ihrem Wechsel dorthin wie ein „Schlaraffenland der Byzantinistik“, wegen der Vielfalt der hier vorhandenen Forschungseinrichtungen und wegen des großen byzantinischen Handschriftenbestandes in der Nationalbibliothek.
Neben den Professuren in Los Angeles und an der Uni Wien hatte sie zahlreiche (Gast-)Professuren bzw. Fellowships in fünf Ländern: so war sie von 1997 bis 1998 Fellow am Institute for Advanced Study in Princeton, 2002 Gastprofessorin an der Universität Utrecht, 2004 hatte sie die Belle van Zuylen-Professur an der Universität Utrecht inne, 2005 hatte sie eine Fellowship für Byzantinische Studien in Dumbarton Oaks, 2008 bis 2009 war sie Visiting Fellow am All Souls College in Oxford und 2009 Senior Visiting Scholar an der Alexander S. Onassis Public Benefit Foundation. 2010 war sie Visiting Scholar an der Hebrew University of Jerusalem, 2012 Visiting Professor an der École des hautes études en sciences sociales, Paris.

## Forschung und Wissenschaftsorganisation
Die Forschungsschwerpunkte von Rapp im Bereich der Byzantinistik sind: Kultur- und Geistesgeschichte, Sozial- und Religionsgeschichte, Ritual und Kommunikation, Schriftkultur sowie die byzantinische Spätantike.
Im Bereich der Wissenschaftsorganisation war Claudia Rapp unter anderem von 1995 bis 2003 an der Organisation des Byzantinistiksymposiums der UCLA beteiligt, 1998 bis 1999 Präsidentin der Byzantine Studies Conference und von 2009 bis 2010 Präsidentin der Byzantine Studies Association of North America. Von 1999 bis 2010 hatte sie den Vorsitz der Multicampus Research Group History and Culture of Late Antiquity, eines Projekts aller zehn kalifornischen Staatsuniversitäten zur Förderung der Forschung auf den Gebieten Spätantike und Frühbyzanz. 2001 bis 2002 war sie stellvertretender Direktor des Gustav von Grünebaum Center for Near Eastern Studies an der UCLA sowie von 2002 bis 2007 im Executive Committee des U.S. National Committee for Byzantine Studies.
Rapp war von 2021 bis 2025 Vizepräsident der Union Académique Internationale.

## Aktuelle Forschungsprojekte
EurAsian Transformations (ab 2023): Im März 2023 gewannen Rapp und Kollegen aus weiteren Institutionen mit ihrem Vorschlag „EurAsian Transformations“ einen der für Österreich neuen Exzellenzcluster des Österreichischen Wissenschaftsfonds (FWF). Sie leitet als „Director of Research“ zusammen mit dem „Board of Directors“  den mit 9,2 Mio. Euro geförderten Cluster, welcher das kulturelle Erbe Eurasiens erforschen soll. Beteiligt sind 31 Österreichische Wissenschaftler aus 4 Institutionen (Österreichische Akademie der Wissenschaften, Universität Wien, Zentral Europäische Universität und Universität Innsbruck) in Zusammenarbeit mit internationalen Partnern. Im Focus steht die gesamte Region von Europa bis nach Asien und ihre Entwicklung über die letzten drei Jahrtausende. Die fünf Themenfelder des Clusters sind: Imperiale Dynamiken und deren Grenzen, ökologische und wirtschaftliche Transformation, Vielfalt von Sprachen und Kulturen, Mobilität und Migration, Konstruktionen von Identitäten und Differenzen. Die nächste Generation von Forschenden soll im Rahmen des Clusters geschult werden im Umgang mit dem schriftlichen kulturellen Erbe und den Ausgangssprachen. Der Cluster soll strukturbildend sein, d. h. die Strukturen über die FWF-Förderung hinaus bestehen. Die Ergebnisse werden nach fünf Jahren evaluiert und der Cluster bei Erfolg verlängert.
Moving Byzantium (2015–2021): Rapp erhielt im Jahre 2015 den sogenannten Wittgenstein-Preis des Österreichischen Wissenschaftsfonds  (FWF), welcher als Förderpreis mit einer Fördersumme von 1,5 Mio. Euro für ihr Forschungsprojekt verbunden war. Dieses Projekt erhielt den Namen „Mobility, Microstructures and Personal Agency“. Ziel dieses Unternehmens war es, in einer Reihe von Teilprojekten einerseits kulturelle Kontakte und Austausch in Europa und bis nach Asien zu erforschen und andererseits, die soziale Durchlässigkeit in Byzanz und die Möglichkeiten dort, sich soziale Handlungsspielräume zu schaffen, zu erkunden. Dadurch sollte eine Neuorientierung des Byzanzbildes und der Byzanzforschung erreicht werden. Ergebnisse wurden 2021 in einer Abschlusskonferenz vorgestellt und in der Reihe Moving Byzantium in zwei umfangreichen Bänden als Open-Access publiziert.
Sinai Palimpsests Projekt (SPP) (2011-2017): In diesem Projekt wurden wiederverwendete alte Handschriften (Palimpseste) in der Bibliothek des Katharinenklosters im Sinai auf Teile der ursprünglich enthaltenen gelöschten und überschriebenen Texte hin untersucht. Die nunmehr 172 bekannten Objekte gehen bis ins 3. Jahrhundert zurück und sind in den Sprachen Kaukasisch-Albanisch, Aramäisch, Syriac sowie Alt-Griechisch und weiteren verfasst. Es kamen neue technische Verfahren wie Multi-Spektral-Fotografie und folgende Computer-Analyse zur Anwendung. Rapp war "Scolarly Director" des Projektes unter dem Projektleiter Michael B. Phelps.

## Akademiemitgliedschaften
2013 wurde Claudia Rapp zum korrespondierenden Mitglied und 2014 zum wirklichen Mitglied der philosophisch-historischen Klasse der Österreichischen Akademie der Wissenschaften gewählt. 2017 wurde sie zum korrespondierenden Mitglied der British Academy gewählt. Seit 2018 ist sie korrespondierendes Mitglied der Niedersächsischen Akademie der Wissenschaften zu Göttingen. Die Académie royale des Sciences, des Lettres et des Beaux-Arts de Belgique nahm sie 2023 als assoziiertes Mitglied auf.

## Persönliches
Claudia Rapp ist Tochter des im Jahre 2024 verstorbenen Professors für Philosophie Friedrich Rapp. Ihre Schulzeit sowie das Studium bis zur Zwischenprüfung verbrachte sie in West-Berlin. In einem dortigen Gymnasium lernte sie Alt-Griechisch und begeisterte sich für die Geschichte Ostroms. Auf einer Klassenreise nach Griechenland besuchte sie auch byzantinische Klöster.
Während ihrer Zeit in Oxford heiratete C.Rapp einen Amerikaner und ging mit ihm zusammen in die USA. Die Ehe wurde nach sieben Jahren geschieden.

## Schriften (Auswahl)
- Storytelling as Spiritual Communication in Early Greek Hagiography: The Use of Diegesis. In: Journal of Early Christian Studies. ISSN 1067-6341, Bd. 6, Nr. 3, 1988, S. 431–448, doi:10.1353/earl.1998.0048.
- Christians and their Manuscripts in the Greek East during the Fourth Century. In: Guglielmo Cavallo, Giuseppe De Gregorio, Marilena Maniaci (Hrsg.): Scritture, libri e testi nelle aree provinciali di Bisanzio (= Biblioteca del „Centro per il collegamento degli studi medievali e umanistici nell'Università di Perugia“. 5, ISSN 2421-1362). Band 1. Centro italiano di studi sull'alto Medioevo, Spoleto 1991, S. 127–148.
- Byzantine Hagiographers as Antiquarians, 7th to 10th Century. In: Stephanos Efthymiadis, Claudia Rapp, Dimitris Tsougarakis (Hrsg.): Bosphorus. Essays in Honour of Cyril Mango (= Byzantinische Forschungen. 21). Hakkert, Amsterdam 1995, ISBN 90-256-0619-9, S. 31–44.
- Figures of Female Sanctity: Byzantine Edifying Manuscripts and their Audience. In: Dumbarton Oaks Papers. Bd. 50, 1996, S. 313–344, JSTOR:1291749.
- Imperial Ideology in the Making: Eusebius of Caesarea on Constantine as ‚Bishop‘. In: Journal of Theological Studies. ISSN 0022-5185, Bd. 49, Nr. 2, 1998, S. 685–695, doi:10.1093/jts/49.2.685.
- Holy Bishops in Late Antiquity. The Nature of Christian Leadership in a Time of Transition (= The Transformation of the Classical Heritage. 37). University of California Press, Berkeley CA u. a. 2005, ISBN 0-520-24296-3.
- Zerrspiegel, Streiflichter und Seitenblicke. Perspektiven der Byzantinistik heute. Reihe: Das mittelalterliche Jahrtausend. Bd. 9. Wallstein Verlag GmbH: Göttingen 2023. ISBN 978-3-8353-5346-6.
- Hartmut Leppin, Stefan Rebenich (Hrsg.): Elitekultur und christliche Religiosität in Spätantike und Byzanz. Karl-Christ-Preis für Alte Geschichte, Band 6. Verlag Antike: 2024. ISBN 978-3-911065-06-1.

## Auszeichnungen
- 2015 erhielt Rapp den mit 1,5 Millionen Euro dotierten Wittgenstein-Preis.[2]
- 2023 wurde sie mit dem Karl-Christ-Preis ausgezeichnet, der herausragende Leistungen im Fach Alte Geschichte und den Nachbarwissenschaften würdigt.[19]
- 2023: Kardinal-Innitzer-Preis (Würdigungspreis)[20]